# Claude de Mesmes d'Avaux
Claude de Mesmes, greve d'Avaux, född 1595 och död 1650, var en fransk diplomat.
Greve d'Avaux tillhörde den franska ämbetsadeln och hade börjat sin bana som jurist men skickades 1627 som ambassadör till Venedig. Sedan sändes han till Norden, där han 1635 avrådde Danmark från krig mot Sverige och samma år förmedlade stilleståndet i Stuhmsdorf, varigenom Sverige uppoffrade besittningarna i Preussen men blev i stånd att fortsätta kriget i Tyskland - en triumf för fransk politik. Under de följande åren var d'Avaux en av förgrundsfigurerna i Frankrikes tyska politik. Det var han, som förde de förhandlingar med Sverige, som ledde till förbunden 1638 och 1641, och sistnämnda år var han en av undertecknarna av de fredsprliminärer, som ledde till kongressen i Osnabrück och Münster. På vägen dit som fransk ambassadör förnyade han i Haag alliansen mellan Frankrike och Nederländerna. Vid fredskongressen spelade han en betydande roll och bidrog bland annat till överenskommelsen mellan Sverige och Brandenburg om Pommern. Sedan gammalt på dålig fot med sin kollega Abel Servien, som stod i stor gunst hos Jules Mazarin, återkallades d'Avaux strax före freden. Redan 1649 trädde han dock åter i tjänst, nu som finansminister, men dog följande år. Den bildade D'Avaux var starkt katolskt inriktad och var en av Frankrikes främsta diplomater under 1600-talet.